# EC 1.21.99
La EC 1.21.99 è una sotto-sottoclasse della classificazione EC relativa agli enzimi. Si tratta di una sottoclasse delle ossidoreduttasi che include enzimi che agiscono su composti X-H e Y-H a formare un legame X-Y.

## Enzimi appartenenti alla sotto-sottoclasse
| numero EC    | nome accettato                   |
| ------------ | -------------------------------- |
| EC 1.21.99.1 | beta-ciclopiazonato deidrogenasi |